# No pokaż na co cię stać
No pokaż na co cię stać – drugi singel zespołu Feel z albumu Feel.
Utwór jest wykorzystywany w serialu TVN 39 i pół. Zajął 3 miejsce w notowaniu Szczecińskiej Listy Przebojów. 
Teledysk wyreżyserował Dariusz Szermanowicz, a nagrywany był w Porcie Miejskim we Wrocławiu.